# Leucandra comata
Leucandra comata är en svampdjursart som beskrevs av Brøndsted 1931. Leucandra comata ingår i släktet Leucandra och familjen Grantiidae. Inga underarter finns listade i Catalogue of Life.